# Johnny Jadick
Johnny Jadick (* 16. Juni 1908 in Philadelphia, Pennsylvania, USA; † 3. April 1970) war ein US-amerikanischer Boxer und von 1932 bis 1933 sowohl universeller als auch NBA-Weltmeister im Halbweltergewicht.